# Olympische Jugend-Sommerspiele 2010/Teilnehmer (Hongkong)
| Gelbes Symbol für Goldmedaillen mit stilisierten Olympischen Ringen | Graues Symbol für Silbermedaillen mit stilisierten Olympischen Ringen | Braundes Symbol für Bronzemedaillen mit stilisierten Olympischen Ringen |
| ------------------------------------------------------------------- | --------------------------------------------------------------------- | ----------------------------------------------------------------------- |
| —                                                                   | 1                                                                     | —                                                                       |

Die Jugend-Olympiamannschaft aus Hongkong für die I. Olympischen Jugend-Sommerspiele vom 14. bis 26. August 2010 in Singapur bestand aus 14 Athleten.

## Medaillengewinner
Mit einer gewonnenen Silbermedaille belegte das Team Hongkongs Platz 75 im Medaillenspiegel.

### Silber
- Michael Cheng, Segeln: Windsurfen

## Athleten nach Sportarten

### Fechten
Jungen
- Nicholas Choi
Florett Einzel: 9. Platz
Mixed: 8. Platz (im Team Asien-Ozeanien 2)
- Jackson Wang
Säbel Einzel: 11. Platz
Mixed: 8. Platz (im Team Asien-Ozeanien 2)

### Leichtathletik
Mädchen
- Fung Wai Yee
Hochsprung: 13. Platz

### Reiten
- Jasmine Lai
Springen Einzel: 17. Platz
Springen Mannschaft: Silber  (im Team Australasien)

### Schwimmen
| Mädchen - Yu Wai Ting 50 m Freistil: 12. Platz - Yvette Kong 50 m Brust: 16. Platz 100 m Brust: 12. Platz 200 m Brust: 16. Platz | Jungen - Jeffrey Lum 50 m Freistil: 5. Platz 100 m Freistil: 23. Platz - Kent Cheung 200 m Freistil: 19. Platz |

- 4 × 100 m Freistil Mixed: 7. Platz
4 × 100 m Lagen Mixed: 13. Platz

### Segeln
| Mädchen - Man Ka Kei Windsurfen: 9. Platz | Jungen - Michael Cheng Windsurfen: Silber |

### Tischtennis
| Mädchen - Ng Ka Yee Einzel: 13. Platz Mixed: Achtelfinale | Jungen - Chiu Chung Hei Einzel: Viertelfinale Mixed: Achtelfinale |

### Triathlon
| Mädchen - Hui Wai Sum Vincci Einzel: 17. Platz Mixed: 8. Platz (im Team Asien 1) | Jungen - Law Leong Tim Einzel: 25. Platz Mixed: 13. Platz (im Team Asien 2) |